# 菊川怜
菊川 怜（きくかわ れい、1978年2月28日 - ）は、日本の女優、タレント。埼玉県さいたま市緑区出身。オスカープロモーション所属。元夫は実業家の穐田誉輝。妹は元タレントで公認会計士の菊川舞。愛称は、怜ちゃん。

## 略歴
1997年、大学2年生の時に東京・新宿でスカウトされる。1998年（平成10年）にモデルデビュー。グラビアモデル、女性ファッション誌 『Ray』の専属モデルとして活躍。同年『'99年度 東レキャンペーンガール』に選出され注目を集める。1999年、フジテレビ系ドラマ 『危険な関係』にて女優デビュー。バラエティ番組、教養番組、ドキュメンタリー番組などにも幅広く出演している。
2000年に日本ビクター「MDコンポ・Lip×Lap」にてCMデビュー。小川ローザ出演のCMを復活リメイクしたコスモ石油“超モーレツ!サービス”、日本ビクター、KDDI auなど多数のCMに出演。2002年10月から『真相報道 バンキシャ!』（日本テレビ）が放送開始、福澤朗と共に以後7年間キャスターを務めた。2003年、第27回エランドール賞新人賞、第40回ゴールデン・アロー賞放送賞を受賞。
2002年12月『緑のクリスマス』（NHK）にてドラマ初主演、2003年4月にはテレビ朝日系金曜ナイトドラマ『OL銭道』にて連続ドラマ初主演。2004年12月『ゴジラ』50周年記念のシリーズ最終作、『ゴジラ FINAL WARS』にヒロイン役で出演。2005年6月には 明治座において初舞台『五瓣の椿（ごべんのつばき）』を公演。2006年1月『出雲の阿国』（NHK）にて連続時代劇ドラマ初主演を果たし、歌舞伎の祖といわれる出雲阿国の生涯を演じる。
2012年7月、初の帯番組レギュラーとなる『情報プレゼンター とくダネ!』（フジテレビ）のサブ司会に就任。
2014年1月26日、オスカープロモーションと青二プロダクションが共同で開催した容姿と声の2つの要素に“美しさ”を兼ね備えた女優・声優を発掘する「第1回全日本美声女コンテスト」にて特別審査員を務めた。
2017年4月28日、『とくダネ!』の番組冒頭で40代の男性と結婚したことを報告。翌日、相手は実業家の穐田誉輝であると報じられた。
2017年8月9日、同年9月をもって『とくダネ!』を降板することを発表。
2019年4月12日、第1子出産（長男）を発表。2020年12月25日、第2子（次男）出産を報告。2022年10月、第3子（長女）出産を公表。
2024年11月6日、自身のインスタグラムで穐田誉輝との離婚を発表した。

## 人物
- 浦和市立中尾小学校、桜蔭中学校・高等学校[22][23]、東京大学工学部建築学科卒業[24]。卒論テーマは「遺伝的アルゴリズムを適用したコンクリートの要求性能型の調合設計に関する研究」[25][26]。建築学科に進んだ動機は、将来の進路について悩んでいた時にイタリアで目にした建築に感動して「建築もいいな」と考えたため[27]。大学受験では東京大学理科一類とともに、慶應義塾大学医学部医学科、早稲田大学理工学部に合格している[27]。
- 本名である「怜」は母親による命名で「賢い」という意味の「怜悧（れいり）」に由来する。テレビなどでは「怜ちゃん」と呼ばれることも多いが、子どもの頃からのあだ名はずっと「菊ちゃん」だった[27]。
- 妹は元タレントで公認会計士の菊川舞[1][28][29][30]。
- 「ふくろう博士の日本家庭教師センター学院」のアンケート「理想の家庭教師像調査」において教わりたい有名人として2002年度から2007年度まで6年連続で女性部門第1位に選ばれた。
- タレントCM起用社数ランキングでは、2002年と2003年に2年連続で年間首位を獲得した[31]。
- 二級建築士の資格を持っており、建築家の黒川紀章や隈研吾らと仕事をしたことがある[32]。また、「建物は素材やデザインも大切だが、機能性や居心地のよさも大事」という持論を持つ。仕事先でも、動線やドアの位置などが気になるという建築マニアの面がある[14]。

## 出演
※役名太字は主演

### テレビドラマ
NHK
- 私の青空2002（2002年4月 - 5月、月曜ドラマシリーズ） - 佐藤小雪 役
- 緑のクリスマス（2002年12月23日） - 上倉彩 役
- 夢みる葡萄 〜本を読む女〜（2003年9月 - 12月、月曜ドラマシリーズ） - 小川万亀（まき） 役
- 新選組!（2004年、大河ドラマ） - 幾松 役
- 出雲の阿国（2006年1月 - 2月、金曜時代劇） - 阿国 役
- 病院のチカラ〜星空ホスピタル〜（2007年4月 - 5月、土曜ドラマ） - 栗原ともみ 役
- 探訪 東京地下迷宮（2013年3月20日、BSプレミアム） - （株）東京モグラハウジング秘書 役

日本テレビ系
- 伝説の教師（2000年4月 - 6月） - 第11話ゲスト・杉本マミ 役
- 億万長者と結婚する方法（2000年7月 - 9月） - 山下友美 役
- レッツ・ゴー!永田町（2001年10月 - 12月）- テレビジャパン政治部記者 寺嶋朋子 役
- 東京庭付き一戸建て（2002年7月 - 9月） - 溜山秋名 役
- 6月の花嫁2005「四重奏（カルテット）」（2005年6月、火曜サスペンス劇場） - 高野美那子 役
- 塀の中の懲りない女たち 〜宇都宮女子刑務所2006〜（2006年5月、ドラマ・コンプレックス） - 佐山曜子 役
- 警視庁鑑識課＜第9班＞ミッドナイトブルー（2006年11月28日、火曜ドラマゴールド） - 松原唯 役

テレビ朝日系
- OL銭道（2003年4月 - 6月） - 田丸あやめ 役
- 霊感バスガイド事件簿（2004年4月 - 6月） - 町田藍 役
- 着信アリ（2005年10月 - 12月） - 中村由美 役
- 警視庁電話指導官 深川真理子の事件簿（2008年6月、土曜ワイド劇場） - 深川真理子 役
- 打撃天使ルリ（2008年7月 - 9月） - 小峰ルリ 役
- アスコーマーチ 〜明日香工業高校物語〜 （2011年4月 - 7月）- 祥子 役
- 女刑事・左近山響子（2011年5月 土曜ワイド劇場） - 左近山響子 役
- 科捜研の女 第11シリーズ 初回スペシャル（2011年10月20日） - 梅原真樹 役
- 刑事魂（2012年3月31日 サスペンス特別企画） - 酒井葉子 役

TBS系
- 白い影（2001年1月 - 3月、東芝日曜劇場）- 二関小夜子 役
- マリア（2001年7月 - 9月） - 坂本美々 役
- 刑事イチロー（2003年1月 - 3月）- 警視庁 捜査一課 藤沢路 役
- 愛するために愛されたい（2003年7月 - 9月）- 宇宙飛行士 山崎理沙 役
- 女教師探偵・西園寺リカの殺人ノート（2008年5月、月曜ゴールデン） - 西園寺リカ 役
- 赤かぶ検事奮戦記シリーズ - 柊葉子 役
  - 赤かぶ検事奮戦記 京都転勤篇（2010年1月 - 3月、水曜劇場）
  - 赤かぶ検事奮戦記 2 悪女の証言（2010年10月18日、月曜ゴールデン）
  - 赤かぶ検事奮戦記 3 新婚初夜の殺人事件（2011年11月14日、月曜ゴールデン）
  - 赤かぶ検事奮戦記 4（2012年12月10日、月曜ゴールデン）
- 税務調査官・窓際太郎の事件簿 23「京都で見つけた初恋の面影!? 純粋な心を踏みにじる悪党を太郎が斬る!!」（2011年12月19日）- 財務省から国税庁長官官房室に出向中の監察官・元村早苗 役
- 警視庁心理捜査官・明日香シリーズ （月曜ゴールデン）- 警視庁 捜査一課 第二特殊犯捜査四係 吉村爽子 役
  - 2「幸福な家庭を突然襲った誘拐事件」（2012年2月13日）
  - 3「女子高校生連続暴行事件」（2013年1月7日）
  - 4「放火殺人事件の異常な犯人像…」（2014年6月16日）
- 家庭教師が解く!シリーズ （月曜ゴールデン）- 香坂夏美 役
  - 1「殺人方程式の推理ドリル」（2013年5月20日）
  - 2「氷上の殺人トリック」（2014年11月10日）

テレビ東京系
- 新春ワイド時代劇
  - 国盗り物語 （2005年1月2日）- 濃姫 役
  - 柳生武芸帳 （2010年1月2日）- 桔梗 役
- 水曜ミステリー9
  - 新米事件記者・三咲 - 杜乃三咲 役
    - 1「振り込めサギが招いた連続殺人〜湯けむり突撃取材で超（秘）ネタをゲットせよ!」（2005年5月11日）
    - 2「耐震偽装サギ殺人事件」（2006年5月17日）

  - 温泉女将ふたりの事件簿シリーズ - 一本木薫⇒湯村薫⇒星野薫 役
    - 1「愛媛道後温泉 五・七・五の殺人」（2012年5月16日）
    - 2「日光鬼怒川殺人ライン」（2013年1月30日）
    - 3「石和温泉殺人事件」（2014年1月22日）

  - 警視庁特捜対策室 迷宮捜査の女（2015年1月21日）- 高梨葵 役
- 温泉仲居・小泉あつ子の事件帳（2009年9月、水曜シアター9） - 小泉あつ子 役
- 林家三平ものがたり おかしな夫婦でどうもすいませーん （2006年8月20日）- 海老名かよ子 役
- 2夜連続ドラマスペシャル・李香蘭 （2007年2月11日 - 2月12日）- 川島芳子 役
- 役者ダマしい（2018年4月10日 - 6月26日） - 女将 役
- 買われた男 （2024年4月18日 - 6月20日、テレビ大阪）- アキコ 役[33]

フジテレビ系
- 危険な関係 （1999年10月 - 12月）- 桜庭恭子 役
- 編集王 （2000年10月 - 12月）- 香川夏見 役
- 恋愛偏差値 第1章「燃えつきるまで」（2002年7月）- 本田恵美 役
- 松本清張スペシャル
  - 黒い樹海 （2005年10月、金曜エンタテイメント） - 笠原祥子 役
  - 蒼い描点 （2006年9月、金曜エンタテイメント）- 椎原典子 役
  - 殺人行おくのほそ道 （2007年12月、金曜プレステージ） - 倉田麻佐子 役
  - 山峡の章 （2010年1月、金曜プレステージ） - 朝川昌子 役
  - 松本清張スペシャル 一年半待て （2016年4月、金曜プレミアム） - 高森滝子 役[34]
- 監察医七浦小夜子 〜法医学者の事件プロファイル〜（2011年4月22日） - 七浦小夜子 役
- 夏樹静子 ･ 作家40年記念「第三の女」（2011年12月2日、金曜プレステージ）- 永原茜 役（※友情出演）

TwellV
- クルマのふたり〜TOKYO DRIVE STORIES 第6話「それぞれの夢と現実」（2012年1月7日）- 森杉彩 役

### 映画
- ダブル・デセプション〜共犯者 （2001年3月公開）- 尾崎梨沙 役
- GUN CRAZY Episode-2 裏切りの挽歌 （2002年5月公開）- 城島由紀 役
- ゴジラ FINAL WARS （2004年12月4日公開）- 音無美雪 役[5]
- インストール （2004年12月25日公開）- モモコ先生 役
- 蒼き狼 〜地果て海尽きるまで〜（2007年3月3日公開） - ボルテ 役
- 櫻の園 （2008年11月8日公開）- 坂野佳代 役
- めおん 第1話「恋愛離婚」（2010年4月公開） - 原田明奈 役
- 大奥（2010年10月1日公開） - 間部詮房 役
- 種まく旅人〜醪のささやき〜（2025年10月10日公開予定） - 神崎理恵 役[35][36]

### 舞台
- 五瓣の椿（ごべんのつばき）（2005年6月4日 - 6月28日、明治座） - おしの 役
- 宮廷女官チャングムの誓い（2007年12月3日 - 12月26日、日生劇場、2008年2月1日 - 2月23日、御園座） - ソ・ジャングム 役
- 女は遊べ物語（2010年9月3日 - 9月26日、明治座） - 小梅 役

### バラエティ番組・情報番組
- 英語でしゃべらナイト（NHK）
  - 「Can you speak English?」（2001年12月21日）
  - 「菊川怜」（2002年5月5日）
  - 「ハリウッドスターにインタビュー 菊川怜」（2003年9月22日）
  - 「ニューヨークで夢を追う女性たち」（2004年9月6日）
- D's garage （2001年4月 - 2002年、テレビ朝日）- MC
- ユーロスタイル（2002年、 WOWOW ）- MC
- 真相報道 バンキシャ! （2002年10月6日 - 2009年9月27日、日本テレビ）- 総合司会（初代）
- 堂本剛の正直しんどい （2003年5月・2004年4月・2008年7月、テレビ朝日）
- 『ぷっ』すま（2004年4月、2008年7月、2009年6月・8月、2010年3月・8月、2011年3月・7月、テレビ朝日）
- 全国高等学校クイズ選手権 （2004年、2009年、2010年 日本テレビ）
- 世界の絶景100選 III （2005年1月 フジテレビ）- レポーター
- 24時間テレビ28 「愛は地球を救う」 （2005年8月27日 - 28日、日本テレビ）- チャリティーサポーター
- 歌謡チャリティーコンサート （2006年11月23日、NHK）- 司会
- 今田ハウジング（2007年3月7日 - 2008年3月12日、日本テレビ） - 司会（秘書役）
- 第41回 思い出のメロディー （2009年8月22日、NHK）- 司会
- クイズプレゼンバラエティー Qさま!!（テレビ朝日）
- 平成教育委員会（フジテレビ）
- たけしのコマ大数学科（2011年9月・10月・12月・2012年1月・2013年1月、フジテレビ）
- 情報プレゼンター とくダネ! （2012年7月2日 - 2017年9月、フジテレビ）- サブ司会
- 趣味どきっ!「あったかボディーでリラックス〜カラダを整える温活術〜」（2016年12月・2017年1月期、NHK Eテレ） - 司会

### 教養・紀行・ドキュメンタリー
- キヤノンスペシャル 地球は天才発明家だ!（2004年3月19日、テレビ朝日） - ナビゲーター
- 素敵な宇宙船地球号「古代コンクリートの謎 〜ローマ帝国の知恵が日本を救う!!」（2006年4月、テレビ朝日） - ナビゲーター
- 菊川怜・アイスランドから白神へ! 〜エコと出会いと冒険の旅〜』（2007年6月10日、日本テレビ）
- BS特集 未来への提言「国連世界食糧計画事務局長 ジョゼット・シーラン」（2007年11月23日、NHK-BS1） - インタビュアー
- 大成建設スペシャル 光のかたち 〜菊川怜・近代建築の父 ル・コルビュジエ、真実の旅〜（2008年1月2日、BS朝日）
- 日曜フォーラム「産学連携で新しい医療システム作り」（2008年3月9日、NHK教育テレビ） - パネリスト
- にっぽん紀行 春 出発「雪原を駆けぬけろ 〜秋田・冬季分校の子どもたち〜」（2008年3月26日、NHK） - 案内人
- BSフォーラム「救おう千年の桜 〜吉野フォーラム in 奈良〜」（2009年3月28日、NHK-BS2） - パネリスト
- 古代ロマン歴史の源流・出雲 〜出雲大社の謎にせまる〜（2009年7月、山陰放送） - ナビゲーター
- 都のかほりスペシャル（テレビ朝日） - 旅人
  - 「彩りの古都をゆく 〜魅惑の仏像 奈良時空散歩〜」（2011年1月29日）
  - 「彩りの古都をゆく 〜初秋の奈良 麗しき女たちの物語〜」（2011年9月10日）
  - 「彩りの古都をゆく 〜美しき青い奈良〜」（2012年4月14日）
- 感動地球スペシャル ベネチアが危ない! 〜水の都からの緊急メッセージ〜（2011年3月6日、テレビ静岡） - 旅人
- 菊川怜&石原良純 みんなでガリレオ!サイエンスアドベンチャー IN名古屋市科学館（2011年3月8日、テレビ愛知）
- Revalue NIPPON Project 中田英寿 日本をつなぐ（2011年6月 - 2012年3月、日本テレビ） - ナレーター
- アジア熱風街道 メコン4000キロ〜水と森の回廊（2011年7月18日、RKB毎日放送） - 旅人
- テレメンタリー2012（テレビ朝日系列） - ナレーター
  - 「砂漠をマグロが泳ぐ日 〜不思議な水が養殖を変える〜」（2012年5月、瀬戸内海放送）
  - 「悲しみの先で 〜交通遺族の戦い」（2012年11月、メ〜テレ）
- 富士通スペシャル 未来を拓け! 〜若き科学者たちの挑戦〜（2012年6月24日、BS朝日） - ナレーター
- ニッポン再生記 〜よみがえる宝たち〜（2012年6月30日、テレビ北海道） - ナビゲーター
- FNSチャリティキャンペーン チャド共和国（2012年9月1日、BSフジ）
- 日本近代建築・誕生秘話「甲子園ホテルの想い出」〜二人の天才の物語・遠藤新とＦ･Ｌ･ライト〜（2013年3月2日 BS朝日） - ナビゲーター
- 東京駅100年の謎〜近代建築の父・辰野金吾の暗号〜（2014年2月16日、BS朝日） - 案内役
- 近代建築誕生秘話 塔博士の愛した数式〜東京タワーをつくった男・内藤多仲〜（2014年8月17日、BS朝日） - 案内役[37]
- バディーズ〜私と大切な仲間たち〜（2016年4月14日 - 、フジテレビ） - ナレーション

### ラジオ
- VENUS ISLAND（1999年4月 - 9月、23:00 - 23:30 SKY PerfecTV! スターデジオ） - パーソナリティ（金曜日担当）
- ひなまつり直前スペシャル・女性限定! 菊川怜と上柳昌彦の涙・涙のラブソングリクエスト（2006年2月25日、ニッポン放送）
- 文学のしずく（NHKデジタルラジオ、NHKラジオ第1放送） - 朗読 ※書籍化されCDに収録
  - 「浮雲」「夜明け前」「五重塔」「放浪記」「野菊の墓」「風立ちぬ」
- 東貴博のヤンピース（2007年2月28日・8月28日、ニッポン放送）
  - 夏休み特別企画「宿題解決プログラム・地獄のブートキャンプ」3日目 - ゲスト
- 垣花正のあなたとハッピー! 「菊川怜の簡単やさしいワンポイントレッスン」（ニッポン放送）
- 菊川怜と上柳昌彦のファイト2009!元気が出るラジオ（2009年1月12日、13:00 - 15:30 ニッポン放送）
- 明日への伝言板（2011年10月 - 2012年3月・2012年10月 - 2013年3月、RKBラジオ・KBCラジオ・CROSS FM） - ナレーター（水曜日担当）
- えがお presents 菊川怜 PLUS ON LIFE えがおで元気（2024年3月7日 - 、TBSラジオ) - 毎週木曜日

### web
- DRAMA BROADWAY（2002年配信、BROADWAY CHANNEL） - ナビゲーター
  - 共同テレビジョン制作「ドラマ缶」（1話3分完結のショートドラマ集、全10話） - ゲスト出演
  - 『雪おかま』『賞味期限』『オノマトペ』『焼売』『スピード写真』『キリバン』『メールの答え』『下心』『熱湯3分』『エレベーター』
- 忘れ得ぬ人、忘れ得ぬ時（2002年11月配信、全4話・各話5-7分） - 主演：矢野美由紀 役
  - 角川書店制作「シネ・ファイブ・ミニッツ」第2弾ショートムービー
  - トヨタ自動車と角川書店の共同プロジェクト。トヨタの新車「WiLL Cypha」発売のプロモーションの一環として「育てるクルマ」をコンセプトに描かれた短編映画。
- DAMチャンネル（2004年8月 - 2005年1月、第一興商） - 司会

### CM・広告
- 古河電池 '99年度FBイメージガール
- 日本ビクター「MDコンポ・Lip×Lap」（2000年 - 2003年）※CMデビュー作
- 財団法人全国法人会総連合（2000年）
- 日本ビクター「GR-DVP3」（デジタルビデオカメラ）（2001年）
- 日本道路公団「東名集中工事」（2001年）
- コスモ石油「コスモ・ザ・カード」「コスモ・ガソリンマイレージ」（2001年）
- 伊藤園「花々緑茶（ジャスミン）」（2001年）
- マイクロソフト「Office XP」（2001年）
- ポーラデイリーコスメ「セラディ・まゆ」（2001年）
- 日本小型自動車振興会「オートレース」（2002年 - 2003年）
- 日本ビクター（2002年イメージガール）「GR-DVP7」「GR-DV3500 e-movie!」「EXE（エグゼ）」「Inter Link XP」
- 宝酒造「タカラCanチューハイ爽快」「タカラCanチューハイSUKISH」
- デジット（2002年）
- 北海道国民健康保険団体連合会（北海道限定CM）（2002年 - 2003年）
- 日本オプティカル「ハートアップ」（北海道、名古屋、関西限定CM）（2002年）
- 総合資格学院・中部資格学院
- 日本食肉消費総合センター「Jビーフ」（2002年）
- エースコック「スーパーカップ」
- トヨタ自動車「WiLL Cypha（ウィル サイファ）」（2002年）
- KDDI au「ムービーメール」（2002年 - 2003年）
- デフスターレコーズ「CHEMISTRY」（CDシングル「My Gift To You」）（2002年）
- 睦備建設（京滋地区でマンション分譲を手掛けるディベロッパー。親類縁者の関係で出演。CMは主に京都放送で流れる。）
- コナミ「MICROiR（マイクロアイアール）」（2002年）
- AOKI「企業」「レミュー」「春の大謝恩祭」「夏の大感謝祭」
- ミツカン「クッキング追いがつお」
- カネボウ「REVUW（レビュー）」「フレイア」
- ブルボン「バナナのオムレット」「paribre（パリブレ）」
- ミズノ「スーパースター」（2002年 - 2004年）
- 日本赤十字社「春の献血運動」（2003年）
- スズキ「チョイノリ」（2003年）
- 東宝東和「映画『サラマンダー』」CM（2003年）
- 東京海上火災保険「TAPナビ」
- 東京海上日動あんしん生命
- 佐藤製薬「リングルアイビー」（2005年 - ）「ユリアージ」（2006年）
- 成田国際空港「第1旅客ターミナルビルグランドオープン」（2006年）
- ライオン「トップ」（2006年 - 2010年）
- ワコール「LALAN」（2007年）
- 日本税理士会連合会（2007年）
- 全国社会保険労務士会連合会
- nissen（2008年）
- HOYA「REMARK（リマーク）」（2008年）
- 弥生（ソフトウェア）（2009年 - 2010年）
- ワーナー・ホーム・ビデオ「Blu-ray Disc」（2010年）
- ディップ「バイトルドットコム」「はたらこねっと」（2011年）
- JIMOS「マキアレイベル 薬用クリアエステヴェール」（2011年）
- 日本民間放送連盟（2012年）
- ミロク情報サービス（2015年 - ）
- 健栄製薬「酸化マグネシウムE便秘薬」（2016年）[38]
- ハズキルーペ ※渡辺謙と共演（2018年 - ）
- ソフトバンクモバイル（2018年 - ）
- アイム ライスフォース「キレイ、育む」篇 (2021年3月18日 -) [39]

### ポスター
- 埼玉県警察（2002年）
- 東京都千代田区「生活環境条例」（全国初の路上喫煙禁止条例）（2002年）
- 経済産業省・ヒートポンプ・蓄熱センター「蓄熱月間」（2002年7月）
- 国土交通省
  - 「不正改造車排除強化月間」（2003年6月）
  - 「自動車点検整備推進強化月間」（2003年10月）
  - 「ディーゼル黒煙クリーン・キャンペーン」（2003年）
- 厚生労働省・中央労働災害防止協会「全国安全週間」（2003年7月）
- 消防庁「火災予防運動」（2003年）
- 警察庁・交通安全協会「春の交通安全運動」
- 埼玉県「自殺予防キャンペーン」（2010年 - ）

## 書籍
- 『REI's CAFE カラダがよくなるレシピ50』（2001年2月、辰巳出版）ISBN 4-88641-567-9
- 『菊川怜の頭がよくなるレシピ48』（2001年10月、 辰巳出版）ISBN 4-88641-663-2
- 『試験に挑むあなたに贈る受験必勝エールBOOK 〜応援してるからネ!』（2002年1月、祥伝社）ISBN 4-396-43001-9
- 『Something special』（英語に関する本）（2002年9月、河出書房新社）ISBN 4-309-01497-6
- 『0（rei）の法則 運をよびこむ女になる』（2003年9月、幻冬舎）ISBN 4-344-00389-6
- 『菊川怜の数学生活のススメ』（2011年8月、日本文芸社）ISBN 978-4-537-25759-5

### 写真集
- 『HARI LAHIR REI’S DAYS』（1998年12月、ソフトガレージ）撮影：塚田和徳 ISBN 4-921068-03-8
- 『Rare.』（2000年6月、ワニブックス）撮影：渡辺達生 ISBN 4-8470-2571-7
- 『DOUBLE DECEPTION 菊川怜写真集』（2001年4月、フォーブリック）撮影：落合遼一 ISBN 4-89461-635-1
- 『rei』（2002年2月、ダイヤモンド社）撮影：安達尊
- 『Ra』（2002年9月、音楽専科社）撮影：鯨井康雄 ISBN 4-87279-114-2
- 『Natural.』菊川怜写真集（2004年）撮影：渡辺達生
- 菊川怜デジタル写真集『Ra』（2011年2月、幸来エンタテイメント）撮影：鯨井康雄 ISBN 4-87279-114-2

### 雑誌
- 『Ray』（1998年 -  2002年、主婦の友社）専属モデル

### 教養
- DVD〈中学・高校古典教材〉『原典・平家物語』第三巻「御産」、第七巻「竹生島詣」（2005年4月、ハゴロモ） - 出演
- 朗読CD付『文学のしずく 「あらすじで読む日本の名著」より』 全6巻 編著：小川義男（2007年9月、中経出版） - 朗読
- NHK未来への提言『ジョゼット・シーラン 〜カップ1杯の給食が子どもを救う』 著：ジョゼット・シーラン+菊川怜（2008年3月、日本放送出版協会）ISBN 978-4-14-081227-3
- CD-ROM版『NHK 文学のしずく』（2010年4月、ロゴヴィスタ）

## その他
- 全日本国民的美少女コンテスト審査委員（第9回 - 第12回）
- UNHCR（国連難民高等弁務官事務所）東京事務所スペシャルサポーター（2005年 - 2009年）
- 日本ボツワナ・ダイヤモンド親善大使（2006年 - 2008年）
- 日本・モンゴル国交樹立35周年記念 「日モンゴル親善大使」（2007年）
- 東京消防庁一日消防署長「春の火災予防運動」PR（2007年2月）
- 読売新聞創刊135周年記念『平成百景』選考委員（2009年）
- 埼玉県浦和警察署一日署長「秋の全国交通安全運動」PR（2009年9月）
- 愛知県岡崎警察署一日署長「家康行列」岡崎市制施行100周年PR（2016年4月）

## 受賞
- '98 オスカーグラビアグランプリ（1998年）
- 第8回ニューカレドニア・プリンセスコンテスト 準グランプリ（1998年）[40]
- 2001ベスト・ヘア賞（2001年）
- 第1回『ズームイン!!SUPER』エンタ大賞（2001年）
- 第31回ベストドレッサー賞 芸能部門（2002年）
- 第1回納豆クイーン（2002年）[注 2]
- 2002ヘアカラーリングアワード グランプリ（2002年）[注 3][41]
- 第27回エランドール賞 新人賞（2003年）[42]
- 第40回ゴールデン・アロー賞 放送賞（2003年）
- 第1回COTTON USAアワード「Miss COTTON USA」（2004年）
- ORICON STYLE クイーン・アワード 2016 「インテリジェンスクイーン」ランキング1位[43]